# Западня (фільм, 2024)
«Западня» (англ. Trap) — американський психологічний трилер, написаний, режисером і продюсером якого є М. Найт Ш'ямалан. У фільмі зіграли Джош Гартнетт, Аріель Доног'ю, Салека Ш'ямалан, Хейлі Мілз і Елісон Пілл. Реліз стрічки у США відбувся 2 серпня 2024 кіностудією Warner Bros. Pictures.
Прем'єра в Україні відбулася 1 серпня 2024 року.

## Сюжет
Купер Адамс бере свою доньку-підлітка Райлі на концерт поп-зірки Леді Рейвен у нагороду за гарні оцінки і помічає незвично велику присутність поліції. Від дружнього продавця Джеймі він дізнається, що ФБР планує зловити серійного вбивцю на прізвисько «М'ясник», знаючи, що на концерті присутній сам М'ясник. Купер виявляється самим М'ясником, який таємно переглядає на телефоні відеозаписи своєї останньої жертви, Спенсера, що сидить у підвалі. Купер краде посвідчення особи Джеймі і дізнається парольну фразу, яка ідентифікує його як працівника, використовує його, щоб отримати доступ до підсобки і викрасти радіоприймач.
Почувши по радіо жінку, яка передбачала його пересування, Купер влаштовує вибух на кухні кіоску з їжею і, скориставшись хаосом, вислизає на дах, де від офіцера дізнається, що вона — доктор Джозефіна Грант, профайлер ФБР. Збентежена поведінкою Купера, Райлі просить його залишитися з нею. Райлі розповідає про те, що вона може стати «Дрімер-ґьорл» Леді Рейвен, яка танцює на сцені з Леді Рейвен, а також має доступ за лаштунки, куди, на думку Купера, є вихід, який не охороняється поліцією, оскільки Джеймі так сказав. Потім він розповідає дядькові Леді Рейвен, що Райлі нещодавно одужала від лейкемії, завдяки чому її обрали на роль «Дрімер-ґьорл».
Однак після закінчення концерту він дізнається, що поліція також охороняє вихід за лаштунки. Купер приватно розказує Леді Рейвен, що він і є М'ясник, погрожуючи дистанційно вбити Спенсер через телефон в одному з його порожніх будинків, якщо вона не випровадить його та Райлі на своєму лімузині. Вона підкоряється, але просить приїхати до будинку Райлі.
Там Леді Рейвен тягне час, пояснюючи родині операцію ФБР, занепокоївши Купера описом Грант, яка описує М'ясника як людину з материнськими проблемами. Вона також пояснює, що поліція дізналася про присутність М'ясника на концерті завдяки тому, що знайшла розірвану квитанцію від квитка в покинутому порожньому будинку. Леді Рейвен краде його телефон і замикається у ванній кімнаті, і отримує від Спенсера подробиці про те, куди його забрали. Після цього вона веде пряму трансляцію зі своїми фанатами, знаходить одного з них, який живе неподалік від будинку, і просить його сім'ю звільнити Спенсера. Вона видає Купера його дружині Рейчел, і він замикає сім'ю нагорі, а Леді Рейвен просить водія викликати поліцію, поки Купер не відчинив двері. Він намагається поїхати з нею, але його сім'я тікає і стоїть перед гаражем, дозволяючи їй вислизнути.
Приїжджає поліція, і Купер тікає через таємний тунель, маскуючись під спецназівця і викрадаючи лімузин Леді Рейвен. Вона привертає увагу своїх фанатів, коли вони проїжджають через центр міста, і затримує Купера достатньо довго, щоб поліція змогла наблизитися і їй вдалося втекти. Втім, йому також вдається втекти, переодягнувшись у цивільний одяг і змішавшись з натовпом.
Купер повертається до свого будинку і стикається з Рейчел, яка зізнається, що підозрювала, що він М'ясник, і залишила квитанцію в порожньому будинку, щоб поліція знайшла її. Він вирішує вбити її, а потім себе, але вона переконує його доїсти пиріг, який вона приготувала для Райлі. Купер зізнається, що відчуває до неї справжню лють за те, що через неї він ніколи не побачить, як виростуть його діти. Він розуміє, що вона підсипала в пиріг пігулки з його сумки з інструментами, викликавши у нього галюцинації матері, яка пишається ним за те, що він відчуває справжні емоції, а насправді це була доктор Грант, яка виконувала роль його матері. Купер йде до неї, але його б'ють електрошокером і заарештовують командою спецназу, що чекала на нього. Він зупиняється, щоб полагодити велосипед Райлі, коли його ведуть, і зі сльозами на очах обіймає її, перш ніж його саджають у поліцейський фургон. Викравши спицю з колеса велосипеда, він розблоковує нею наручники, злорадно хихикаючи про себе.
У сцені посеред титрів Джеймі дивиться новини і приголомшено дізнається, що Купер — це М'ясник.

## У ролях
| Актор           | Роль           |
| --------------- | -------------- |
| Джош Гартнетт   | Купер Адамс    |
| Аріель Доног'ю  | Райлі Адамс    |
| Салека Ш'ямалан | Леді Рейвен    |
| Хейлі Мілз      | доктор Грант   |
| Елісон Пілл     | Рейчел Адамс   |
| Марні Макфейл   | мати Джоді     |
| Ванесса Смайт   | Тур-менеджерка |

## Виробництво
Западня М. Найта Ш’ямалана була частково натхненна операцією «Флагман», спецоперацією, під час якої замасковані правоохоронці заарештували 101 розшукуваного втікача в конференц-центрі, запросивши їх під приводом дарування їм безкоштовних квитків до NFL. Цей фільм знаменує відхід Ш'ямалана з Universal Pictures, яка дистрибутувала п’ять його фільмів поспіль, починаючи з «Візиту» у 2015 році. У жовтні 2022 року Universal анонсували фільм, який тоді ще не мав назви. Назву було оприлюднено в лютому 2023 року, коли Ш'ямалан уклав першочергову угоду з конкуруючою студією Warner Bros. Pictures. Він продюсував разом з Марком Б'єнстоком і Ешвіном Раджаном і представив фільм як місце дії «Мовчання ягнят» (1991) на концерті Тейлор Свіфт, посилаючись на її турне Eras Tour.
Основні зйомки планувалося розпочати в Цинциннаті, штат Огайо, у серпні 2023 року, де для зйомок там було б отримано понад 9 мільйонів доларів США податкових пільг від штату. Виробництво було перенесено в Торонто, Онтаріо, Канада, і 18 вересня 2023 року було надано тимчасову угоду на зйомки під час страйку SAG-AFTRA 2023 року. Повідомляється, що зйомки під робочою назвою «Гарні оцінки» тривали з 16 жовтня по 8 грудня 2023 року. Місце проведення поп-концерту в фільмі, відомий як «Танака Арена», був знятий у FirstOntario Center у Гамільтоні, Онтаріо, а Роджерс-Сентр використовувався як зовнішній вигляд приміщення. Продакшн отримав доступ до 20-тисячної арени на два місяці, оскільки у ній тривав ремонт.
Дочка Ш'ямалана, Салека, грає роль Lady Raven, співачки, на концерт якої потрапляють герої. Вона написала чотирнадцять пісень для фільму, розроблених диегетично відповідно до дії на екрані, а її батько писав сценарій. Салека раніше співпрацювала зі своїм батьком, беручи участь у саундтреках до фільму «Час» (2021) і серіалу «Дім з прислугою». На створення музичних елементів Шьямалана надихнули відвідини Салеки під час гастролей та музичний фільм Прінса «Purple Rain» (1984). Салека також зазначила, що вони виросли на боллівудському кіно, в якому музика часто відіграє ключову роль у розповіді. Вона описала «Западню» як «американську версію Ш'ямаланського боллівудського фільму, яка є приземленою, а пісні мають сенс — не зовсім мюзикл, але повністю орієнтований на музику». Кора Козаріс була хореографом для пісень, які виконувалися на сцені у фільмі. «Западня» вийшла того ж року, що й «Сторожі», режисерський дебют сестри Салеки, Ішани Найт Ш'ямалан; плакат для The Watchers з'являється на задньому плані однієї зі сцен «Западні». Салека та Ішана Ш'ямалан працювали над своїми фільмами у родинному маєтку в Пенсільванії. Салека працювала у студії звукозапису, а Ішана зводила свій фільм по сусідству. Гердіс Штефансдоттір працював над саундтреком незалежно від Салеки. Саундтрек випустить Columbia Records.

## Випуск
Прем'єра «Западні» в Сполучених Штатах запланована компанією Warner Bros. Pictures на 2 серпня 2024 року. Це другий фільм Ш'ямалана, який розповсюджує студія після «Дівчина з води» (2006), і знаменує вихід режисера з Universal Pictures, яка розповсюджувала п'ять його фільмів поспіль. Спочатку Universal запланували вихід фільму на 5 квітня 2024 року. У 2023 році Warner Bros. придбали та відклали фільм до 2 серпня 2024 року. У 2024 році вони перенесли його на 9 серпня, а потім знову перенесли на тиждень вперед до 2 серпня.
Прем'єра в Україні відбулася 1 серпня.

## Сприйняття
Згідно з сайтом-агрегатором рецензій Rotten Tomatoes, критики вважають фільм «ще однією суперечливою роботою» Ш'ямалана, «але його похмурого гумору, напруженої атмосфери і сильної центральної ролі може бути достатньо для шанувальників його творчості». На сайті 55% з 211 критиків дали фільму позитивну рецензію і середню оцінку 5,6 з 10. Metacritic, який використовує середньозважену оцінку, присвоїв фільму 52 балів зі 100, спираючись на 46 рецензій критиків, що означає «змішані або середні» відгуки.